# Kirchen in Görlitz

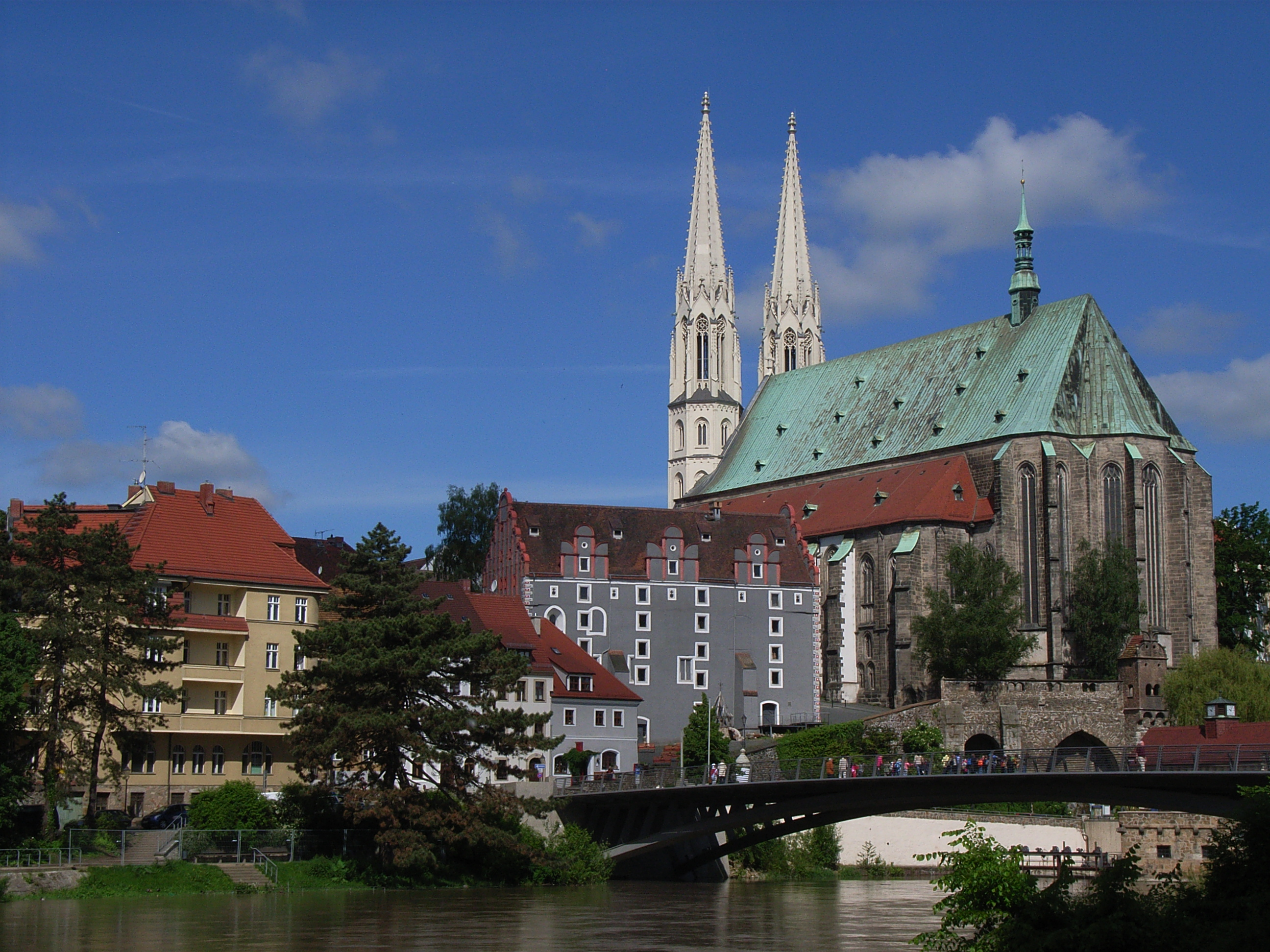
Wahrzeichen von Görlitz: die oberhalb der Neiße aufragende, aus einer spätromanischen Basilika hervorgegangene spätgotische Pfarrkirche St. Peter und Paul (Fertigstellung 1497)

Die Liste der Kirchengebäude in Görlitz gibt einen kurzen Überblick über die Geschichte, Baustil und weitere Besonderheiten von Kirchen und Synagogen auf dem Stadtgebiet der ostsächsischen Stadt Görlitz. Für die Kirchen in der Umgebung siehe auch Liste von Sakralbauten im Landkreis Görlitz.

## Advent-Kapelle
Das Gotteshaus auf der Bautzener Straße 21 wurde ca. 1900/1901 von der Katholisch-Apostolischen Gemeinde erbaut und genutzt. Später wurde es von der Freikirche der Siebenten-Tags-Adventisten übernommen und trägt seitdem die Bezeichnung Advent-Kapelle.

## Altlutherische Heilig-Geist-Kirche
Nur wenige Meter von der Kathedrale St. Jakobus entfernt steht die 1906 geweihte Evangelisch-Lutherische Heilig-Geist-Kirche, die Pfarrkirche der altlutherischen Parochie Görlitz. Sie wurde vom Görlitzer Architekten Ernst Peschko im nordisch-neoromanischen Stil als Basilika entworfen und entspricht in ihrer kastellartigen Erscheinung dem Motto „Ein feste Burg ist unser Gott“, das sich als Inschrift auf dem Südwestgiebel wiederfindet. Hoch- und Kanzelaltar, Kirchengestühl, Glocke, Ambo und Taufstein sowie der Orgelprospekt sind barock (aus dem Jahr 1772) und stammen aus der alten Heilig-Geist-Kirche (früher am Ostufer der Neiße, direkt bei der Altstadtbrücke), die aufgrund von Hochwasserschäden 1905 abgerissen werden musste. Zur Neoromanik und zum Barock tritt der Jugendstil hinzu, in dem die Fenstergitter (Pelikan-Motiv) und die farbige Decke gehalten sind.
Die Evangelisch-Lutherische Heilig-Geist-Kirchengemeinde gehört zum Kirchenbezirk Lausitz der Selbständigen Evangelisch-Lutherischen Kirche. Zugleich ist sie Propsteikirche, da sich dort zurzeit der Sitz der Propstei des Sprengels Ost der Selbständigen Evangelisch-Lutherischen Kirche befindet. Propst Gert Kelter, Görlitz, ist der Regionalbischof für diesen Sprengel, der die gesamten neuen Länder und Berlin umfasst.

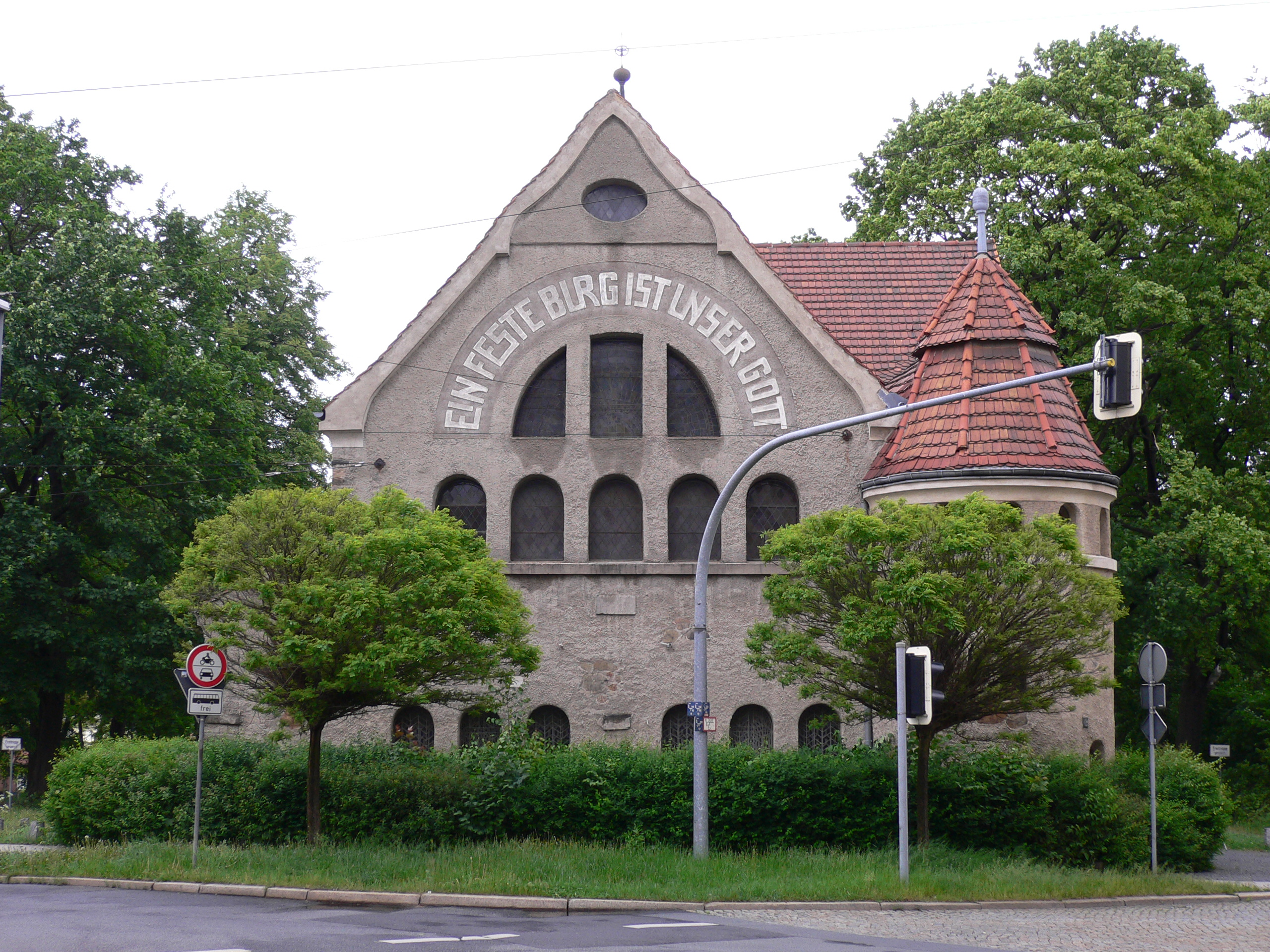
Außenansicht
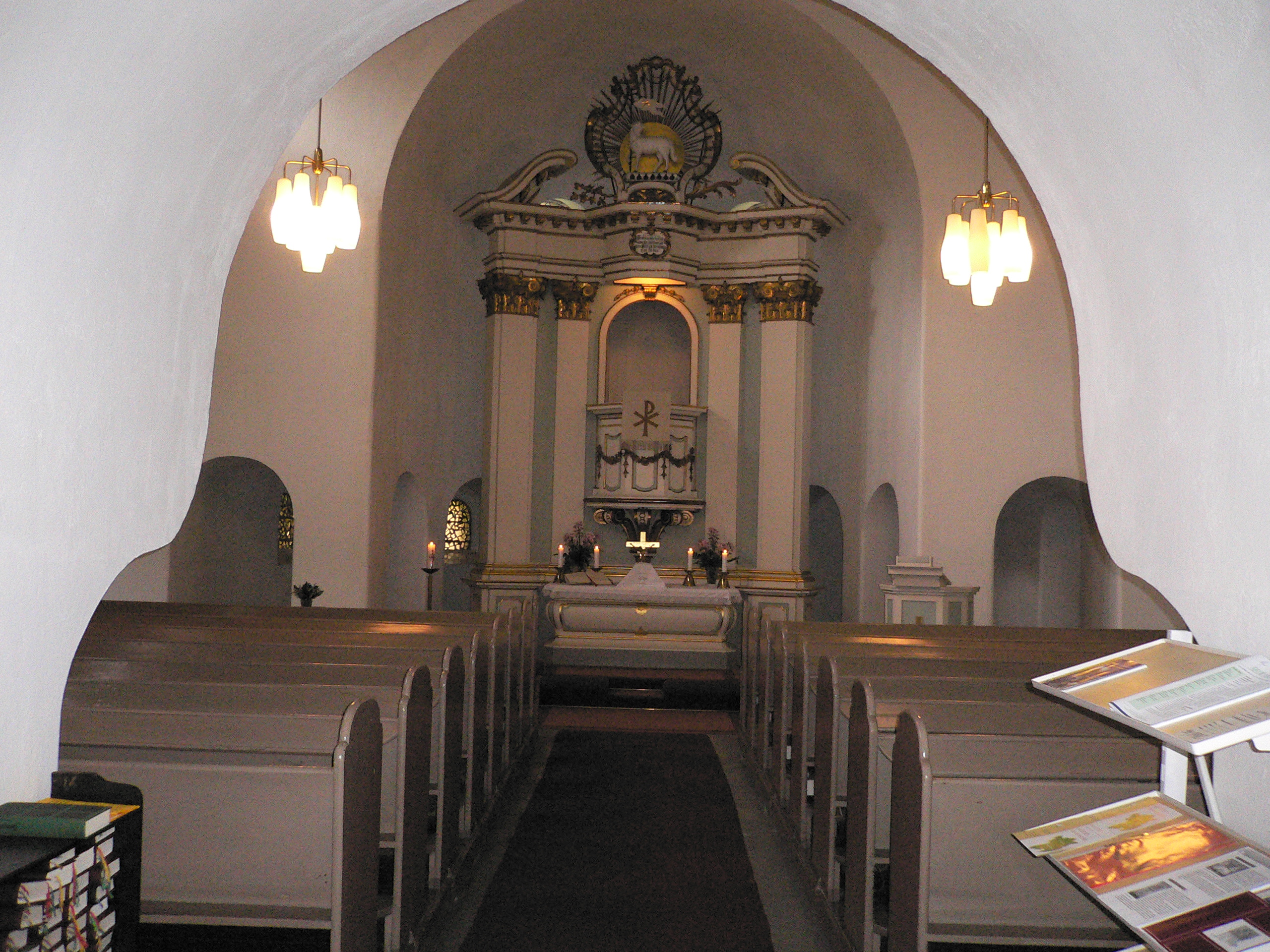
Innenansicht
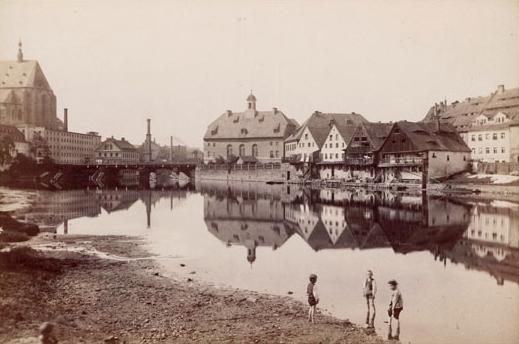
Alte Heilig-Geist-Kirche am Ostufer der Neiße

## Auferstehungskirche in Görlitz-Weinhübel
Der Bau im Stadtteil Weinhübel (bis 1936: Leschwitz) liegt unmittelbar an der Neiße und wurde erstmals 1337 urkundlich erwähnt. Als barocke Dorfkirche vertritt sie den für diese Gegend typischen Baustil.
Die große Glocke von 1571 im Dachreiter ist nur knapp der drohenden Einschmelzung im Zweiten Weltkrieg entgangen. Auf dem Mantel der Glocke sind Inschriften, die auf die Geschichte der Kirche verweisen.
Kulturgeschichtlich bedeutend ist das Barockensemble von Altar (1693), Kanzel (erstes Jahrzehnt des 18. Jahrhunderts) und Taufengel (etwa 1788).
Das Weinhübler Altarbild mit dem Reiter aus dem letzten Jahrzehnt des 17. Jahrhunderts ist eine von mehreren bekannten Kopien eines wohl verschollenen Originals. In den Jahren 2003 und 2015 wurden Untersuchungen für Sicherungsmaßnahmen und die Restaurierung der Kanzel aus Mittel der Altstadtmillion finanziert.
- St. Johannes und St. Franziskus (Weinhübel), katholisch (erbaut 1966[2])

## Christuskirche in Görlitz-Rauschwalde
Die evangelische Christuskirche wurde zwischen 1937 und 1938 nach einem Entwurf des bedeutenden evangelischen Kirchenarchitekten Otto Bartning gebaut. Die Einweihung der Kirche erfolgte am 17. Juni 1938. Eine Besonderheit des Kirchenneubaus war, dass er auf Grund des seit 1937 gültigen Luftschutzgesetzes einen Luftschutzkeller erhalten musste. Dies hätte den Bau fast zum Scheitern gebracht, da der Luftschutzkeller in den Planungen von 1936 noch nicht enthalten war und umfangreiche Änderungen nach sich zog.

## Frauenkirche

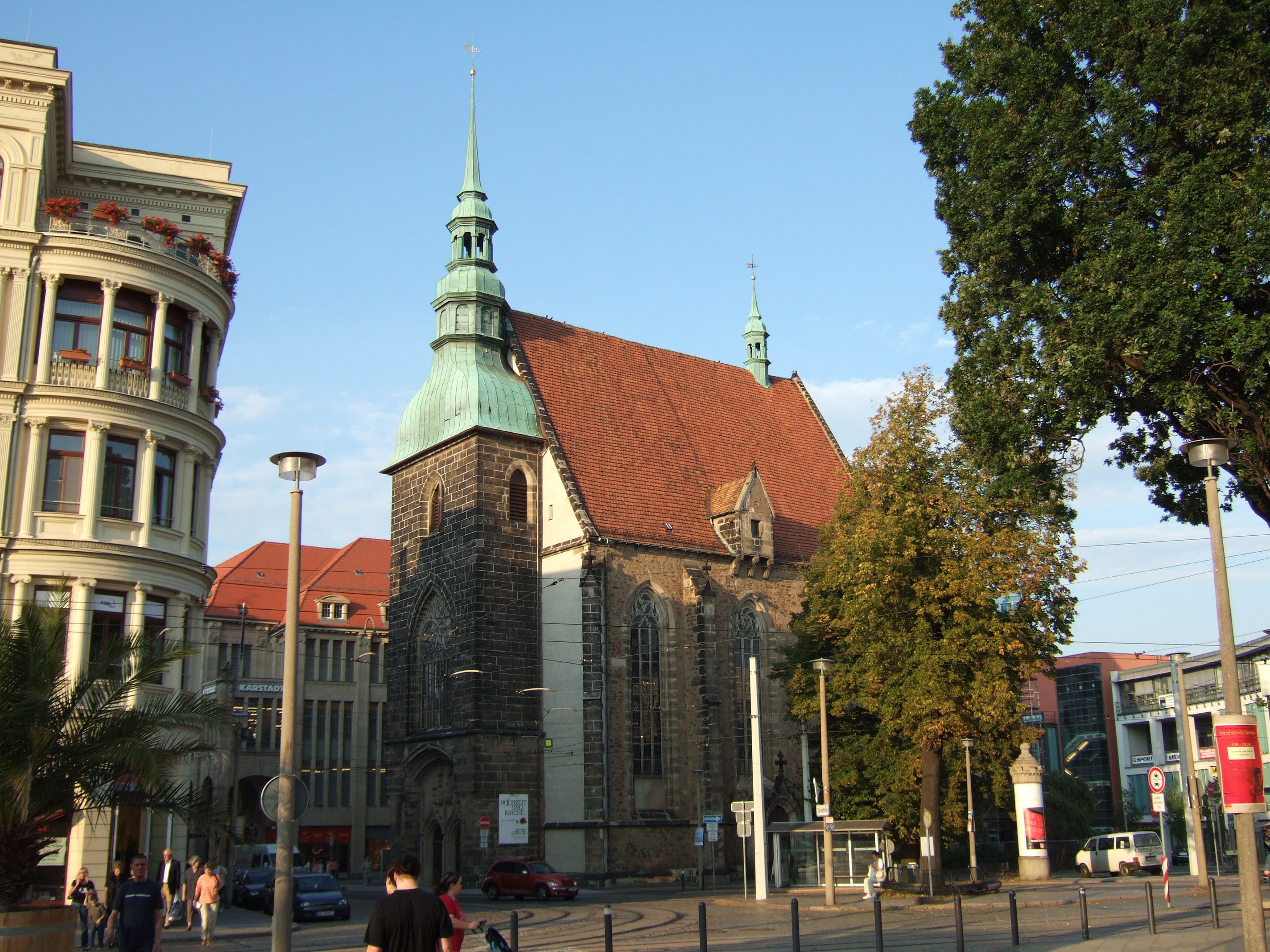
Frauenkirche

Die Frauenkirche ist 1473 als dreischiffige Hallenkirche mit langgestrecktem Chor und anmutiger spätgotischer Einwölbung geweiht worden. Sie ist der Ersatzbau für die nach 1429 in den Hussitenkriegen zerstörte, bereits 1349 errichtete Sühnekirche „Unserer Lieben Frauen“. Weil sie vor den Toren der mittelalterlichen Stadtbefestigung lag, stand sie nach der Reformation in ihrer Bedeutung immer im Schatten der älteren Stadtkirchen. Bis 1831 war sie von einem Friedhof umgeben, an den noch Grabmale im Umfeld erinnern.
Im Zuge der Stadterweiterung nach Süden geriet sie zum Ende 19. Jahrhundert in unvorteilhafter Umklammerung durch die Geschäftshausbauten jener Zeit. 1869/1870 erhielt sie ihr noch immer vorhandenes Interieur in neogotischem Stil. Aus dieser Zeit stammt auch das Ostfenster mit dem „Christus im Weinberg“.
Das ursprüngliche Bronzegeläut wurde im Ersten Weltkrieg eingeschmolzen, 1922 konnte stattdessen ein Stahlgeläut aufgezogen werden, das sich durch harmonischen Klang auszeichnet. Die Orgel wurde von der Firma Schuster (Zittau) 1971 gebaut. Heute steht die Frauenkirche im Herzen der Stadt. Sie dient entsprechend ihrer zentralen Lage als Gottesdienst- und Ausstellungskirche. Im Herbst 1989 fanden in ihr die regionalen Friedensgebete ihren Anfang, aus denen Zivilcourage und bürgerschaftliches Engagement wuchs, das zur gesellschaftlichen Veränderung führte.
Besonders sehenswert sind folgende Objekte:
- Figürliche Steinmetzarbeiten aus der Erbauungszeit, Kragsteinköpfe im Chorraum und Schlusssteine in der Gewölbedecke
- Westempore mit spätgotischem Fischblasen-Maßwerk
- Fassade des doppeltorigen Westportals mit Fialen, Blattwerk und figürlicher Verkündigungsgruppe.

## Heilig-Kreuz-Kirche

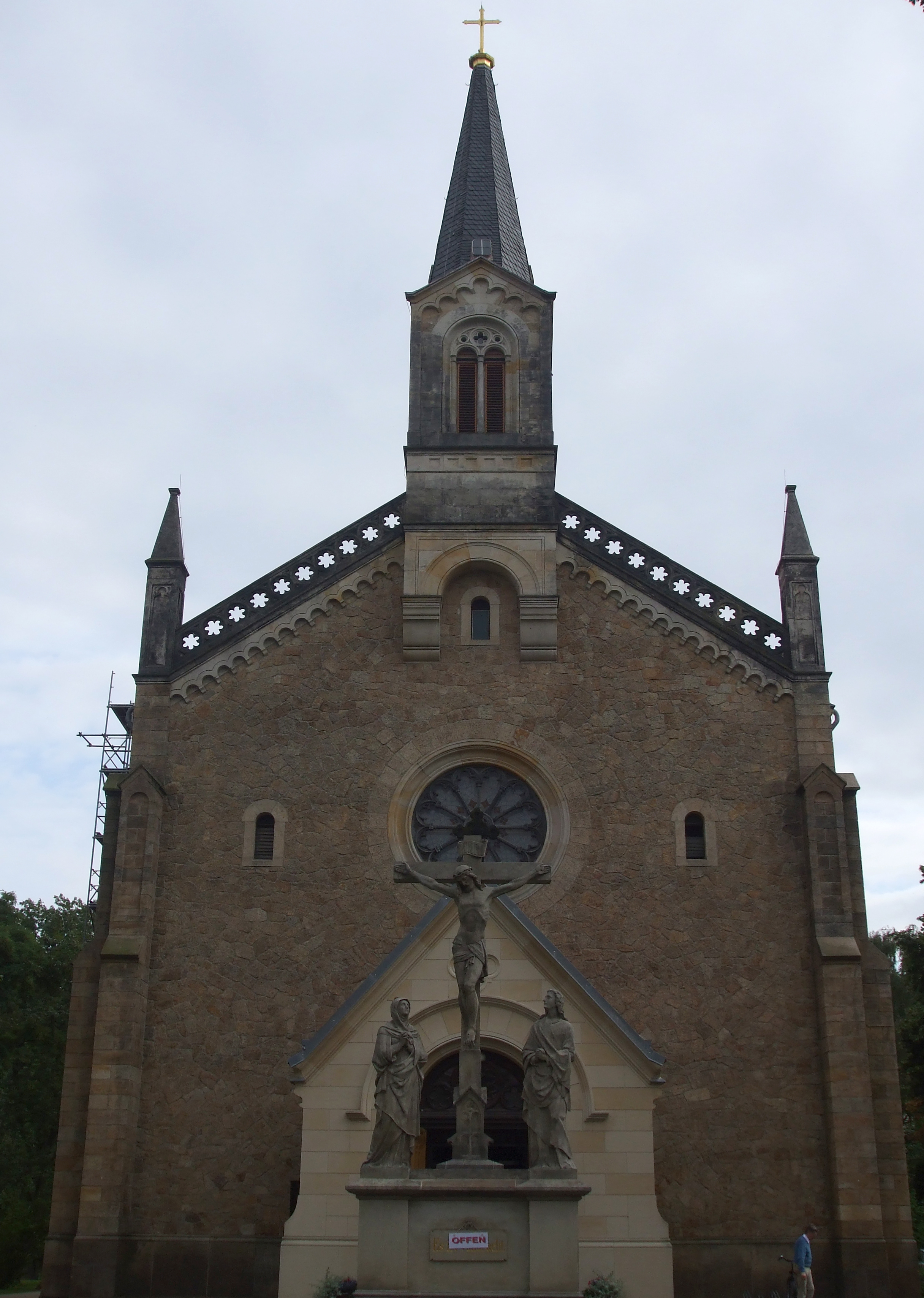
Heilig-Kreuz-Kirche

Erbaut wurde die Kirche für die erste katholische Gemeinde nach der Reformation in den Jahren 1850 bis 1853 nach den Plänen des Schinkelschülers August Soller. Das Äußere ist vorwiegend aus Naturstein im neubyzantinischen Stil erbaut und greift den Rundbogenstil auf. Nach umfassender Restaurierung konnte im Mai 1995 die Altarweihe vollzogen und die Kirche erneut in den gottesdienstlichen Gebrauch genommen werden.
Seit 2012 ist sie Pfarrkirche der Stadtgemeinde Hl. Wenzel.
Besonders sehenswert sind folgende Objekte:
- Innenraum mit Rundbogen

## Hoffnungskirche in Görlitz-Königshufen

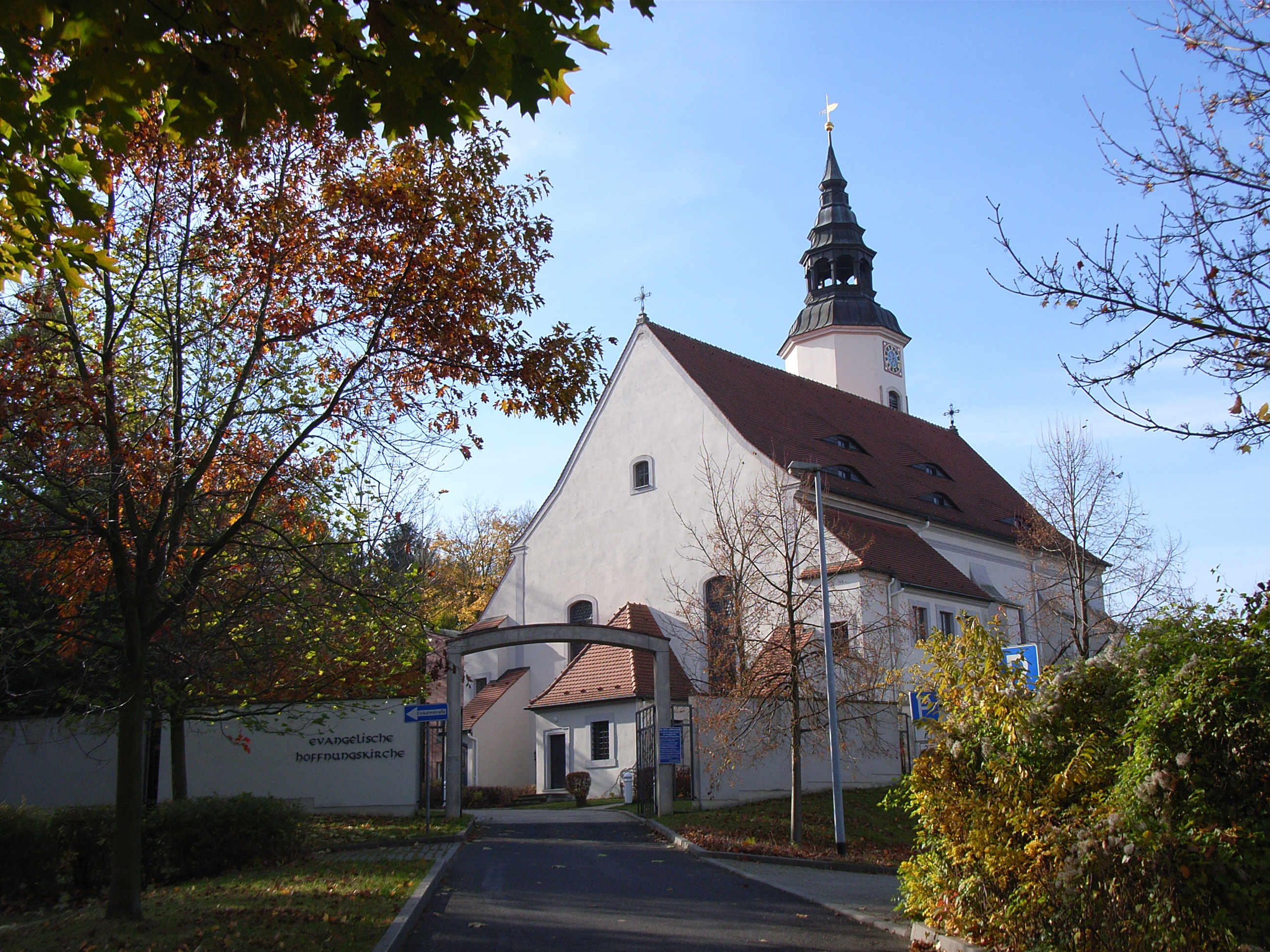
Die Hoffnungskirche in Görlitz-Königshufen

Dieser Bau ist aus einem Braunkohlenabbaugebiet in die Neubausiedlung Königshufen in Görlitz umgesetzt worden. Für die damalige DDR ein ungewöhnlicher Vorgang, der besonders durch das überaus wertvolle Interieur des 18. Jahrhunderts gerechtfertigt war. Die Übergabe erfolgte am 1. Juni 1998, zehn Jahre nach der Entwidmung in Deutsch-Ossig. Die Gemeinde in Königshufen hatte vorher viele Jahre mit einem ausgedienten Zirkuswagen als Heimstatt vorliebnehmen müssen.
Besonders sehenswert sind:
- Die Bildhauerarbeiten von Caspar Gottlob von Rodewitz (1679–1721), aus dessen Werkstatt Kanzelaltar, Beichtstuhl, Taufengel und wichtige Details der weiteren Ausstattung stammen.
- Die prachtvolle Rokokomalerei.

## Kapelle der Evangelisch-Reformierten Gemeinde
Das Gotteshaus wurde 1877 geweiht. Die Fassade ist betont schlicht gehalten, sie ist mit neogotischen Formelementen versehen. Die Empore stammt aus der Entstehungszeit, die Kanzel wurde 1910 errichtet.

## Klosterkirche St. Johannes und St. Franziskus
Die kleine Klosterkirche in Weinhübel wurde in den Jahren 1965/1966 erbaut und am 3. September 1966 geweiht. In den folgenden zwei Jahren entstanden ein neuer Pfarrsaal sowie die Wohnräume der Patres. Seit 1968 haben die Franziskaner in Görlitz eine neue Heimstatt.

## Kreuzkirche
In der Folge eines 1912 durchgeführten Architekturwettbewerbes wurde die Kirche 1913 bis 1916 nach Entwurf des Dresdner Architekten Rudolf Bitzan errichtet. Bereits der Entwurf trug den Namen „Kreuz“ – dieser Name wurde zum Programm für den Kirchenbau und in Außen- und Innengestaltung durchgehalten bis in kleinste Details. In Dresden-Cotta steht auch noch eine Kirche nach dem Entwurf des Architekten Bitzan. Sie wurde aber erst weit nach dem Ende des Ersten Weltkriegs in vereinfachten Formen vollendet.
Das Kirchengebäude bildet mit den Pfarrhäusern eine architektonische Einheit. Die Innenausstattung ist vollständig erhalten. In ihrer Formensprache wendet sich die Architektur bewusst vom Historismus ab, ohne jedoch völlig auf traditionelle Elemente zu verzichten. Die Kirche unterscheidet sich in dieser Architektur sehr deutlich von anderen Kirchenbauten zu Beginn des 20. Jahrhunderts.
Die Kreuzkirche fällt weiterhin auf durch ihren Saalcharakter und das zur Kanzel abfallende Kirchenschiff, durch die hervorgehobene Stellung der Kanzel in der Mitte der Linie zwischen Kirchenschiff und Altarraum, durch eine Kassettendecke und Stuckkonsolen unterhalb der Decke mit bedeutenden Namen aus Bibel, Kirchengeschichte, Kultur, Wissenschaft und Politik.
Außerdem fallen besonders ins Auge die Kunstschmiedearbeiten an den Außentüren und die Verglasung der Windfangtüren, die Deckengestaltung der Brauthalle, die Gestaltung der Fenster mit Blumen- und Kreuzornamenten, Hängeleuchter und Taufsteinabdeckung. Der Turm der Kreuzkirche bietet von seiner Aussichtsplattform in 38 Meter Höhe einen herrlichen Rundblick über unsere Stadt und je nach Wetterlage in die nähere und weitere Umgebung.
- Der Kirchturm kann bestiegen werden.
- Die Orgel fügt sich sehr gut in die Innenarchitektur ein und bietet ein hervorragendes Klangerlebnis.

## Lutherkirche

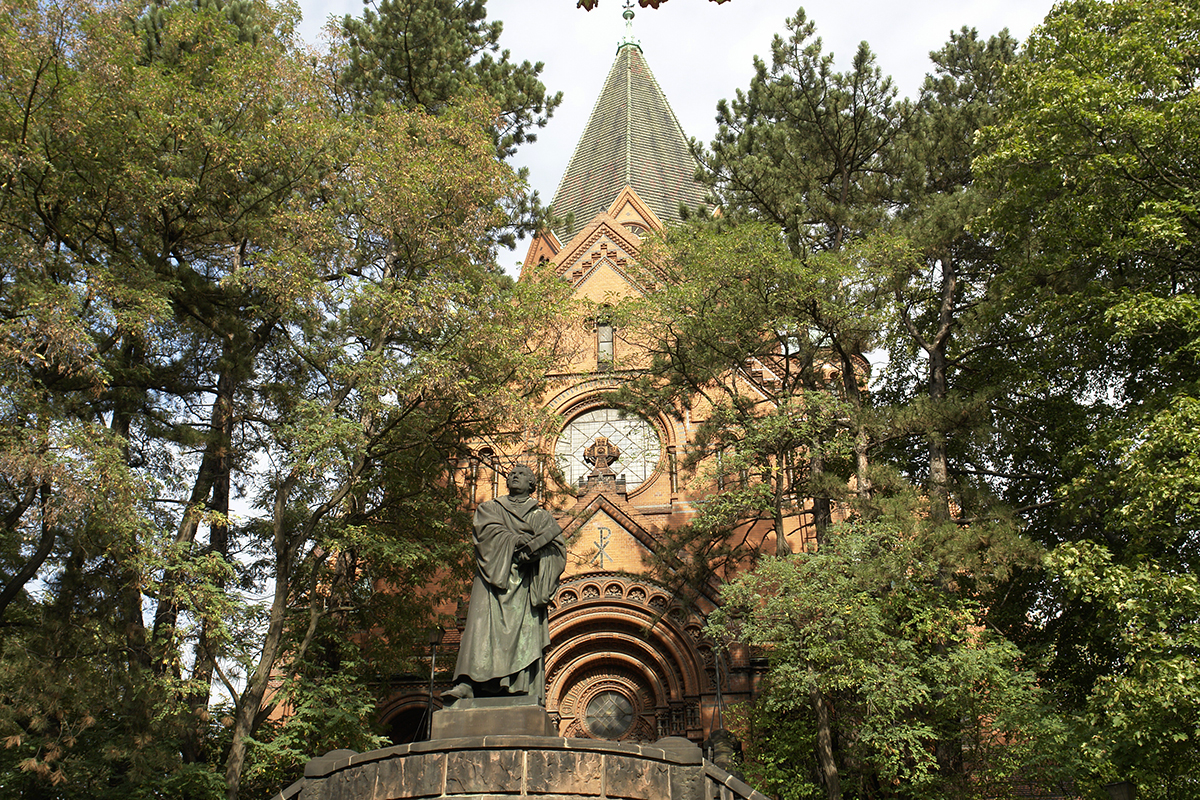
Görlitz, Lutherkirche mit Martin-Luther-Denkmal

Die Kirche entstand nach einem Entwurf der Architekten Arno Eugen Fritsche und Adolf Cornehls aus (Wuppertal-)Elberfeld, die damals mit zahlreichen evangelischen Sakralbauten im Rheinland und in Westfalen hervortraten. Sie wurde 1901 geweiht und war Görlitz erste evangelisch-lutherische Kirche nach der Reformation. Stilistisch nimmt der Bau Bezug auf die Kaiserdome am Rhein. Die Fassade besteht aus roten Ziegeln mit verschiedenfarbigen Dekoreinlagen aus Glasursteinen.
Besonders sehenswert ist die anspruchsvolle Innenausstattung und -ausgestaltung, die in seltener Vollständigkeit erhalten ist.

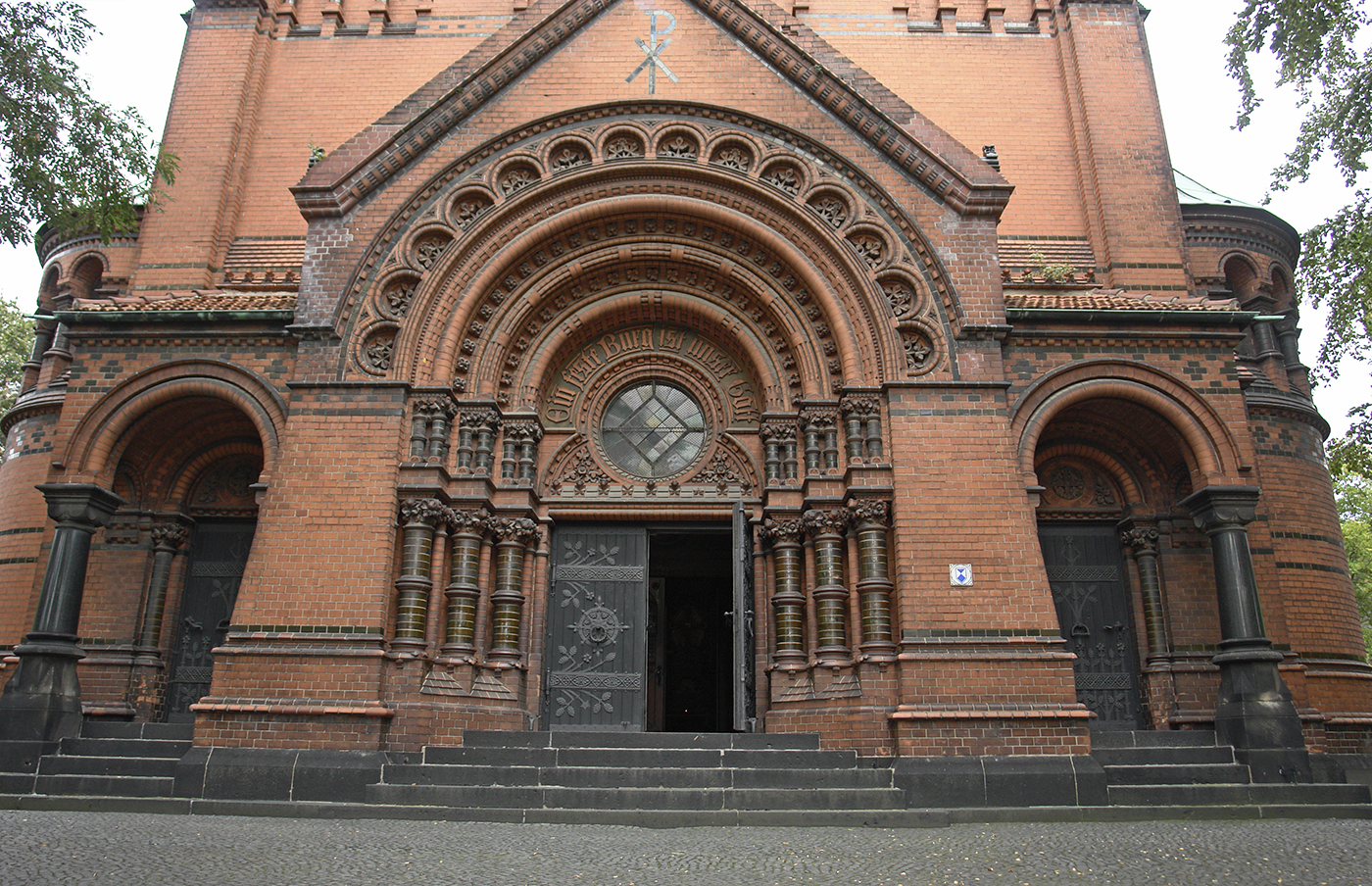
Görlitz, Lutherkirche, Haupteingang
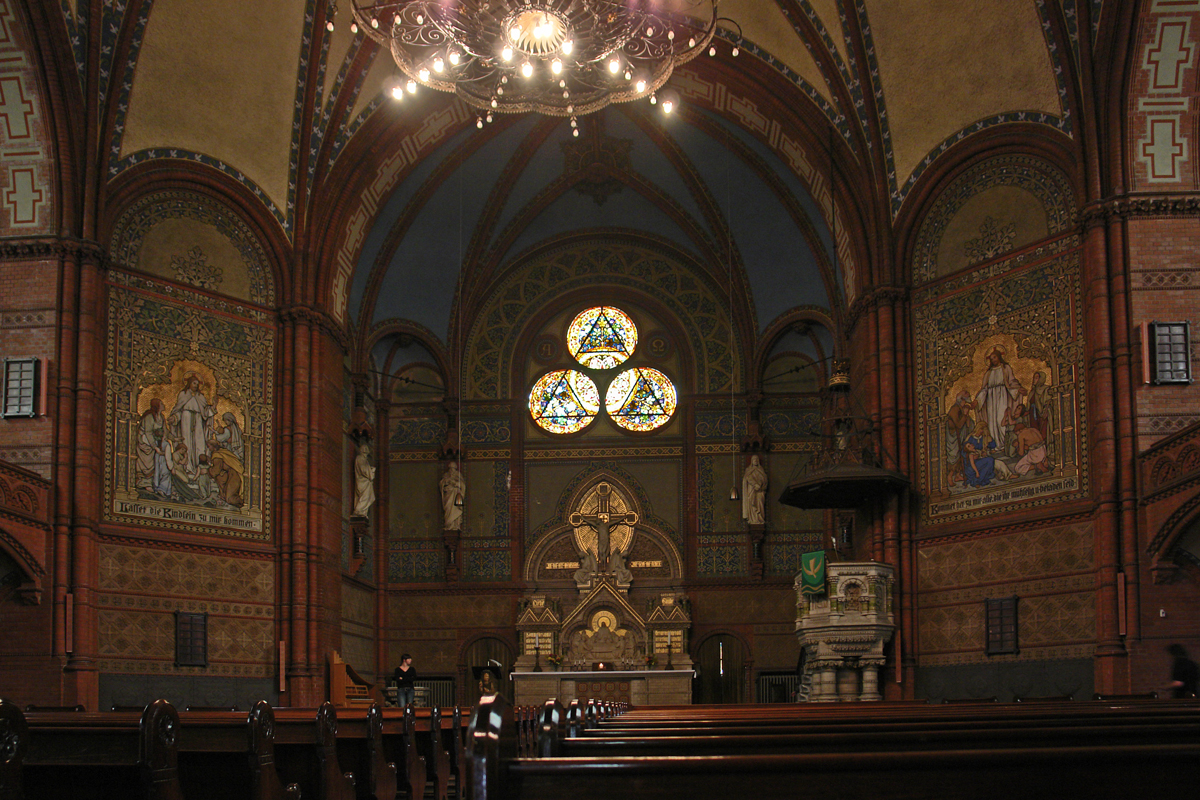
Görlitz, Lutherkirche, Altarraum
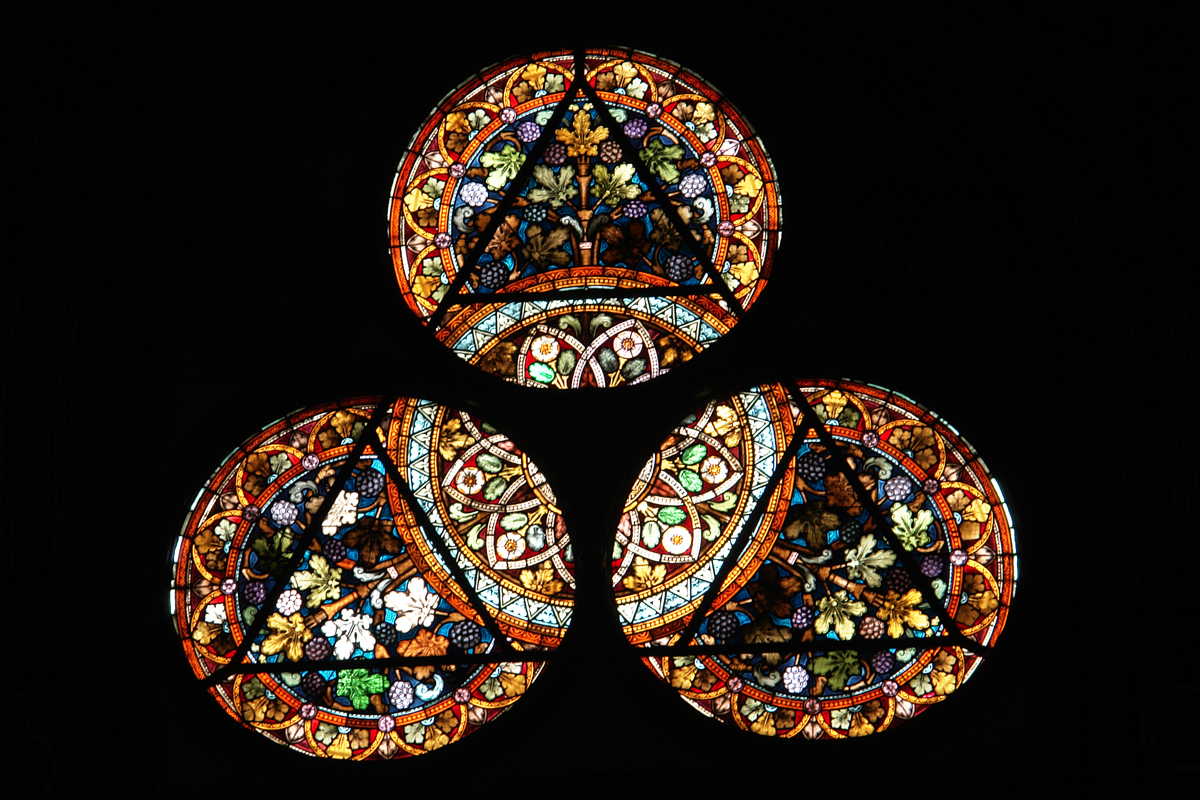
Görlitz, Lutherkirche, Chorfenster
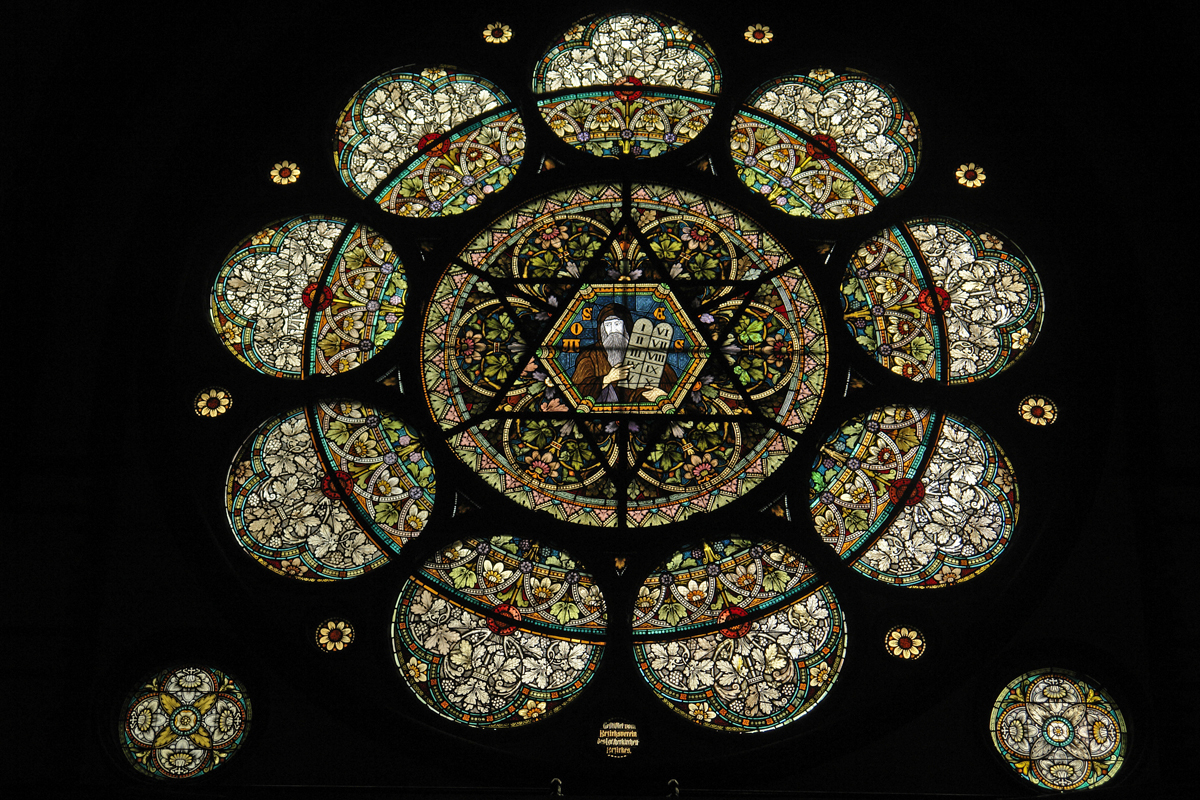
Görlitz, Lutherkirche, Seitenfenster

## Nikolaikirche
Das Gotteshaus wurde bis 1520 als spätgotische Hallenkirche neu errichtet. Seine Vorgängerbauten waren immer wieder durch Brand und Kriegseinwirkungen zerstört worden, ihre ältesten Grundmauern lassen sich in die Zeit um das Jahr 1100 datieren. Die Kirche wurde im Innern 1925 expressionistisch umgestaltet und dient heute als Ausstellungsgebäude.
Gemäß der von Karlheinz Blaschke entwickelten Theorie des Nikolai-Patroziniums ist der Bau ein Indiz für eine frühstädtische Siedlung im Bereich der heutigen Nikolaivorstadt.
Neben der Kirche liegt der alte Nikolaikirchhof, auf dem sich das Grab Jakob Böhmes (1575–1624) befindet, des bekannten Schuhmachers und Theosophen aus Görlitz. An den alten Nikolaikirchhof grenzt der Städtische Friedhof. Hier findet sich neben den repräsentativen Familiengräbern von Görlitzer Familien des 19. und 20. Jahrhunderts auch das Grab der Minna Herzlieb, die einst Johann Wolfgang von Goethe in großer Liebe verbunden war.

## Pfarrkirche St. Peter und Paul
Kurz Peterskirche genannt, thront sie über dem Neißetal und beherrscht durch ihr kupfergedecktes Hochdach und das weithin sichtbare Turmpaar die historische Altstadt. Bereits um 1230 stand an diesem Ort eine Basilika. Die zwischen 1425 und 1497 neuerbaute fünfschiffige spätgotische Kirche ist eine pseudobasilikale Hallenkirche. Im Unterschied zu einer reinen Hallenkirche sind die beiden außen liegenden der fünf Schiffe niedriger als die drei gleich hohen mittleren Schiffe. St. Peter und Paul ist mit einer Länge von 72 Metern und einer Breite von 39 Metern die größte spätgotische Hallenkirche Sachsens. Beim Stadtbrand von 1691 wurde das Inventar vernichtet, danach wurde die Kirche im Stil des Barock neu ausgestattet. Die beiden 84 Meter hohen Türme sind zwischen 1889 und 1891 erbaut worden. Unter dem Triapsidialchor liegt die Georgenkapelle als Unterkirche (Krypta). Die Kirche ist ein Wahrzeichen der Stadt, eine Besonderheit ist die Sonnenorgel mit einem Barockprospekt mit strahlenförmigen Pfeifen an 17 Sonnen von 1703. 

## St. Hedwig in Görlitz-Rauschwalde

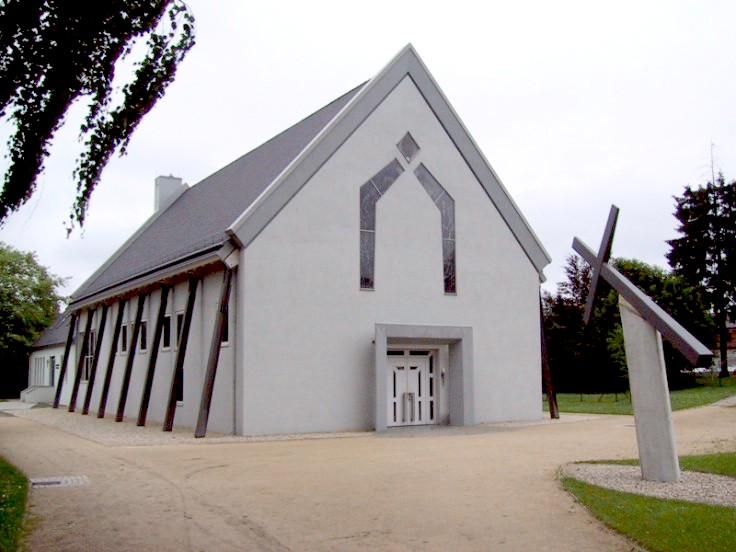
St. Hedwig Görlitz-West

Die Hedwigskirche ist die größte von 3 Filialkirchen der Stadtgemeinde Hl. Wenzel in Görlitz. Nach langen Bemühungen und unter schwersten Bedingungen wurde dieses Kirchengebäude – fast ausschließlich in Eigenleistung der Gemeindemitglieder – in den Jahren 1967/1968 errichtet. Es durften weder staatliche Bauleistungen noch Baumaterialien aus dem „Bevölkerungskontingent“ in Anspruch genommen werden. Weiterhin gab es eine Reihe staatlicher Auflagen – unter anderem, dass kein sichtbares Kreuz auf dem Dach angebracht und dass kein Turm neben der Kirche errichtet werden durfte. Ebenso wurde kein massives Gebäude bewilligt, sondern lediglich ein Barackenbau. Modernisiert und umgebaut sind Kirche und Gemeindehaus seit 1997.
Seit 2012 ist die Hedwigskirche Filialkirche der neu gegründeten Pfarrei Hl. Wenzel Görlitz. Diese Gemeinde ging auf Grund von Priestermangel aus den Gemeinden
„Hl. Kreuz“,
„St. Jakobus“ und
„St. Hedwig und St.Wenzeslaus Görlitz-Jauernick“
hervor.

## St.-Jakobus-Kathedrale

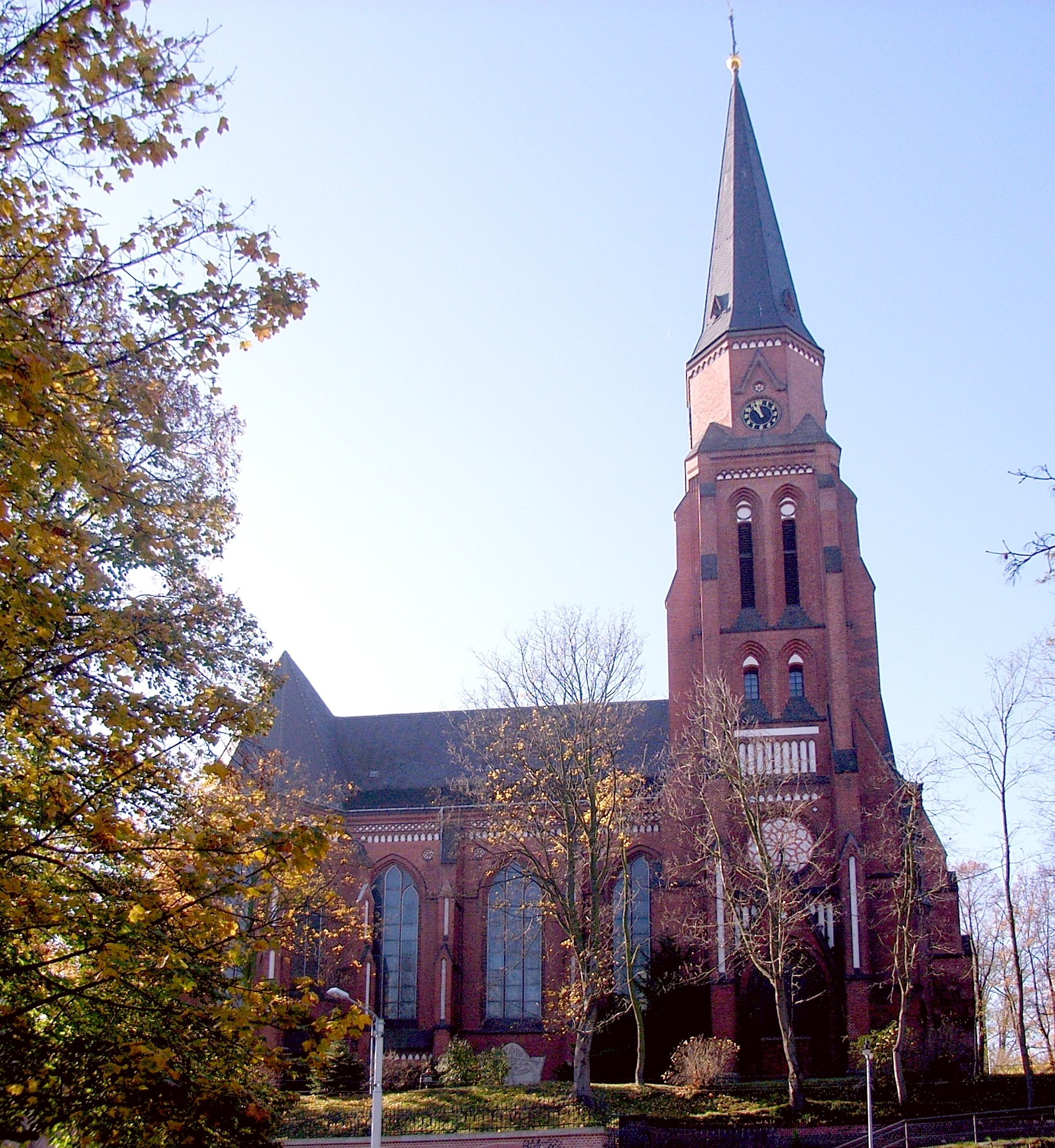
St.-Jakobus-Kathedrale

Der Sakralbau ist ab 1898 in Ziegelbauweise in der Struktur einer dreischiffigen Hallenkirche errichtet worden. Er überragt, durch seinen Standort auf einer Anhöhe weithin sichtbar, die umliegende Bebauung. Im neogotischen Stil erbaut, finden sich im Innenraum Fragmente von bauzeitlichen Ausmalungen und ornamental verwendete Glasurziegel. Die Kirche dient als Kathedrale des römisch-katholischen Bischofs des Bistums Görlitz und Sitz des Domkapitels. Es besteht die Möglichkeit, den Turm zu besteigen.